# 鈴木ただし
鈴木 ただし（すずき ただし、1960年9月8日 - ）は、兵庫県神戸市須磨区出身の俳優、174 cm、70 kg。

## 人物
現在は名古屋在住。フリーで活動中。演技講師、殺陣講師として後進の指導も務める。
吉川信幸監督による主演作「夕凪にこだまする」がさぬき映画祭2007でグランプリを獲得。

## テレビ
- 土曜ワイド劇場「まぼろしの船殺人事件」　鑑識課員役　（朝日放送）
- 「痛快　三匹が斬る!」　澤村役　（テレビ朝日）
- NHK朝の連続テレビ小説「甘辛しゃん」　沢村酒造社員役
- 新・部長刑事　アーバンポリス24　君島役・医師役　（朝日放送）
- NHK BSドラマ「味な女たち」　　松井役
- ドラマ30「ことぶきウォーズ」　ヤクザ風男役　（中部日本放送）
- ドラマ30「湯けむりウォーズ」　マコト金融社員役　（中部日本放送）
- 日曜劇場「危険なビーナス」　　焼き鳥屋店主役　（TBS）
- 土曜ドラマ「きよしこ」　　　　マスター役（ＮＨＫ）
- 「大好きだよ。」　医師役　　（スカイパーフェクTV）
- 「占い探偵QW」　山野辺役　（テレビ愛知）
- 24時間テレビ 26 IN 福岡　「フードバトル」　 （福岡放送）
- 「Next Stop for Charlie」   鈴木役　（アメリカ）
- 「フェイク・ショウ」　羽田役　（Webテレビ）
- 「ショーブ！」　岡部雄介役　（Webテレビ）
- ｢ザ！世界仰天ニュース｣ 再現ドラマ  祖父役   （日本テレビ）
- ｢クイズTHE違和感｣  再現ドラマ  工場長役    （TBS）
- ｢ザ！世界仰天ニュース｣ 再現ドラマ  飯田役    （日本テレビ）
- 「特捜9 season6」 最終話　安永博成役　（テレビ朝日）

他

## 映画
- 「或る探偵の証明」　目黒役　（山口雅和監督）
（夕張国際学生映画祭2008・ハンブルク日本映画祭招待上映）
- 「お父ちゃんのカッパ巻き」　主役　大畑篤役　（田中寛子監督）
（日韓ムービーアワード2009　ノミネート）
- 「ドリーム・ピッチャー」　吉岡茂弘役　（安江渡監督）
（さぬき映画祭2008　招待上映）
- 「戦国軍師・加藤洋一」　社長役　（小野寺昭憲監督）
- 「生け花」　カウンセラー役　（ふるいちやすし監督）
- 「花の袋」　恵の父役　（戸田彬弘監督）
- 「夕凪にこだまする」　主役　谷村秀夫役　（吉川信幸監督）
（さぬき映画祭2007　グランプリ）
- 「テンロクの恋人」第1話　荒木役　（渡辺真監督）
（第4回松本商店街映画祭　グランプリ・シネ・ドライブ2009　観客賞・地域発掘映画祭　奨励賞）
- 「風隠し」　主役　鳥羽哲雄役　（別府菜津子監督）
（第3回TOHOシネマズ学生映画祭　本選進出）
- 「Give and Go」  監督役　（森英人監督）
（さぬき映画祭2009　グランプリ）
- 「雲と空」　父親役　（松本佳乃監督）
（第32回ぴあフィルムフェスティバル　入選）
- 「岸部町奇談〜探訪編〜」　ドラマの監督役　（林一嘉監督）
- 「逢えてよかった」　大沢昭彦役　（長谷川裕之監督）
- 「月の下まで」　奥本　竹次郎役　（奥村盛人監督）
（SKIPシティ国際Dシネマ映画祭　ノミネート・第13回TAMA NEWWAVEコンペティション　ノミネート）
- 「拳銃と目玉焼」 　金融屋山盛の配下1　（安田淳一監督・2013年）
- 「あした天使になあれ」　清水役　　（港健二郎監督）
- 「いつか見た夏の日」　都築役　　（加藤行延監督）
- 「温かい食卓」　主役　金子先生役　（浦崎恭平監督）
（第5回学生残酷映画祭グランプリ・ゆうばり国際ファンタスティック映画祭2014正式上映））
- 「恋の映画を作ろう」　堀田住職役　　（大木ミノル監督）
- 「カラアゲ☆USA」　首藤浩行役　　（瀬木直貴監督）
- 「ENOLA」　正先生役　　（林一嘉監督）
- 「時空脱獄NINJA　ジライヤ」　元木役　　（大木ミノル監督）
（第一回伊賀の國忍者映画祭　審査員特別賞・映画少年短編映画祭　技術賞）
- 「琥珀のような空」　御園猛役　　（加藤行延監督）
- 「ひととき」　須崎清五役　　（奥本はじめ監督）
- 「ゴロン・バタン・キュー」　与野常弘役　　（山本環監督）
（第37回ぴあフィルムフェスティバル　入選・第27回東京学生映画祭　準グランプリ・第12回中之島映画祭　上映作品）
- 「ごはん」     正叔父さん役           (安田淳一監督)
- 「日本で一番悪い奴ら」    三羽会幹部役     （白石和彌監督)
- 「マザーレイク」　　     鈴木役　　（瀬木直貴監督）
- 「喝 風太郎」          吉井役        (柴田啓佑監督)
- 「Come and Go」     神保役        (リムカーワイ監督)
- 「お別れの歌」         雪原押二役     (柴田啓佑監督)
- 「にしきたショパン」　　隣人役　　（竹本祥乃監督）
- ｢霞晴レル｣              早崎忠役      （奥本はじめ監督）
- 「侍タイムスリッパー」（安田淳一監督）[1]

ほか多数出演

## CF
- 大阪ガス
- グッドスピード
- イオンモール
- 創価学会　ラジオCM
- 東海ライフ協会
- アサヒスーパードライ
- 東京海上日動
- 国保住建

## ナレーション
- 「昭和聖地巡礼〜秘宝館の胎内〜」
- 「みなとまちLIFE」

## VP
- 株式会社東都　管理物件VTR 大家さん役　（ふるいちやすし監督）
- 兵庫県立大学エンボディメントケア撮影　患者役 （上仲敏郎監督）
- GAGNERHYTHM12オープニングムービー　編集長役 （安田淳一監督）
- 天麩羅天　WEBCM　音楽プロデューサー仙道役 （泊誠也監督）
- 神戸女子大学医療看護実習撮影　患者役 （上仲敏郎監督）
- CoCo壱番屋研修用ビデオ　　　　壱井健司役　(涌井貞朋監督）
- KDDI 中部支社 「最後の（笑）」     千葉隆役     (是枝つとむ監督)
- 和歌山県住宅耐震化・家具固定啓発映像      父親役
- カバヤホーム  シネマCM     店長役      (沼澤誠監督)
- 警察庁想定事件DVD     脇本真也役      (是枝つとむ監督)
- セキスイハイム東海  リクルートＶＰ  山本父役
- 千賀屋 販促ＶＰ  祖父役

他

## ラジオ
- 愛知北エフエム放送 「朝です！愛して！愛北タウン」木曜日　パーソナリティ
- 愛知北エフエム放送 「江南市民花火大会　特番」　パーソナリティ
- 愛知北エフエム放送 「クリスマス・イブ　特番」　パーソナリティ
- NOASFM 「スパソーン・チャイモンコン」　ゲスト出演
- FMaiai 「MUSICどらごん」　ゲスト出演
- FM WATCH　「わっちアフタヌーンアワー」　ゲスト出演
- FMいちのみや  「モーニング ｉ」 月曜日パーソナリティ
- FMハイホー   「悪役俳優のBAR  夕ぐれ横丁」 パーソナリティ
- ラヂオ岸和田  「悪役俳優のBAR 夕ぐれ横丁 二号店」  パーソナリティ 他

## 舞台
- 御園座・新歌舞伎座・新宿コマ劇場・博多座等にて　杉良太郎公演、里見浩太朗公演、北大路欣也公演、小林幸子公演、藤田まこと公演　他多数出演
- 東員ミュージカル｢碧の向こうへ｣  主演 石垣定哉役